# Мери I Тјудор
Мери I Тјудор или Марија I Тјудор (енгл. Mary I of England; Гринич, 18. фебруар 1516 — Лондон, 17. новембар 1558) је била краљица Енглеске и краљица Ирске у периоду од 1553. до 1558. године. Позната је и под надимком Крвава Мери.
Била је ћерка краља Хенрија VIII и Каталине од Арагона. Не треба је мешати са шкотском краљицом Мери Стјуарт која је живела у другој половини 16. века. На кратко је вратила римокатолицизам у Енглеску, и за пет година своје владавине остала је упамћена као Крвава Мери (Крвава Марија), због прогона протестаната и повратка у римокатолицизам. Била је удата за Филипа II од Шпаније (1554—1558) са којим није имала деце.

## Период до владавине

### Детињство
Била је једино преживело дете краља Хенрија VIII и његове прве жене Катарине Арагонске, те, по мајци, унука арагонског краља Фернанда II и кастиљска краљице Изабеле I. Била је врло напредно, али болешљиво дете лошег вида и проблема са синусима, због којих је често патила од главобоља. Могуће је да је узрок њеног слабог здравља био сифилис, којег је преко мајке добила од оца.
Са девет година је постала службена наследница свог оца, али Хенри је и даље силно желео да добије мушког наследника. Хенри је био јако близак са Маријом и она је током детињства сматрана најважнијом европском принцезом. Страним посетиоцима је, представљајући им своју кћеру, Хенри обичавао да говори:  Ова девојчица никада не плаче. За Маријин одгој бринула се гувернанта и њена мајка, која ју је сама подучавала латински језик, а уз помоћ шпанског учитеља учила је и грчки језик, науку и музику.
Током 1520, грофица од Солсберија је постављена за Маријину гувернанту. Сер Џон Хаси (касније лорд Хаси) био је њен коморник од 1530. године, а његова супруга леди Ен, ћерка Џорџа Греја, 2. грофа од Кента, била је једна од Мериних пратилаца.
Мери је била напредно дете. У јулу 1520. године, када је имала непуне четири и по године, угостила је француску делегацију у гостима са представом о девицама (врста чембала). Велики део њеног раног образовања потицао је од њене мајке, која је консултовала шпанског хуманисту Хуана Луиса Вивеса за савет и наручила га да напише De Institutione Feminae Christianae, расправу о образовању девојчица. До девете године, Мери је могла да чита и пише латински. Учила је француски, шпански, музику, плес, а можда и грчки. Хенри VIII је обожавао своју ћерку и хвалио се венецијанском амбасадору Себастијану Ђустинијанију да Марија никада није плакала. Мери је имала светлу пут са бледоплавим очима и црвеном или црвенкасто-златном косом, особине веома сличне онима њених родитеља. Била је румених образа, што је наследила од оца.
Године 1525. Марији је неслужбено додељена титула принцезе од Велса као очевој наследници и она је почела да обавља престолонаследничке дужности у име брата којег још увек није имала. Председавала је велшким саветом у замку Ладлоу, у којем је имала сопствени двор.
Упркос својој наклоности према Мери, Хенри је био дубоко разочаран што није имао синове. Када је Мери имала девет година, било је очигледно да Хенри и Кетрин више неће имати деце, остављајући Хенрија без легитимног мушког наследника. Године 1525, Хенри је послао Мери на границу Велса да председава, вероватно само по имену, Council of Wales and the Marches. Добила је свој двор са седиштем у замку Ладлоу и многе краљевске прерогативе који су иначе резервисани за принца од Велса. Вивес и други су је назвали принцезом од Велса, иако никада није била технички уложена у ту титулу. Чини се да је провела три године у Welsh Marches, редовно посећујући двор свог оца, пре него што се за стално вратила у матичне округе око Лондона средином 1528.
Током читавог Маријиног детињства, Хенри је преговарао о потенцијалним будућим браковима за њу. Када је имала само две године, Марија је обећана Фрањи, дофину Француске, малом сину краља Франсоа I Валоа, али је уговор поништен после три године. Године 1522, у доби од шест година, она је уместо тога добила уговор да се уда за свог 22-годишњег рођака Карла V, цара Светог римског царства. Међутим, Чарлс је раскинуо веридбу у року од неколико година уз Хенријев договор. Кардинал Волси, Хенријев главни саветник, тада је наставио брачне преговоре са Французима, а Хенри је предложио да се Марија уда за француског краља Фрању I, који је био жељан савеза са Енглеском. Потписан је брачни уговор који је предвиђао да се Марија уда или за Фрању I или за његовог другог сина Анрија, војводу од Орлеана, али је Волси обезбедио савез са Француском без склапања брака.
Године 1528, Волсијев агент Томас Магнус је са шкотским дипломатом Адамом Отербурном разговарао о идеји њеног брака са њеним рођаком Џејмсом V од Шкотске. Према Венецијанцу Марију Саворгнану, Марија се у то време развила у лепу, пропорционалну младу даму финог тена.
Иако су разматране различите могућности за Mерин брак, брак њених родитеља био је у опасности, што је угрозило њен статус. Разочаран недостатком мушког наследника и жељан да се поново ожени, Хенри је покушао да поништи брак са Катарином, али је папа Клемент VII одбио његов захтев. Хенри је тврдио, позивајући се на библијске одломке (Левитска 20:21), да је брак био нечист јер је Катарина била удовица његовог брата Артура, принца од Велса (Маријиног ујака). Кетрин је тврдила да њен брак са Артуром никада није био конзумиран и да тако није био ваљан брак. Папа Јулије II је издао диспензацију на основу тога. Клемент VII је можда оклевао да делује јер је био под утицајем Карла V, Катарининог нећака и Маријиног бившег вереника, чије су трупе опколиле и окупирале Рим у Италијанском рату.

### Поништавање брака Хенрија и Катарине
Од 1531, Мери је често била боловала од нередовних менструација и депресије, иако није јасно да ли је то узроковано стресом, пубертетом или другом већом болешћу. Није јој било дозвољено да види своју мајку, коју је Хенри послао да живи далеко од двора. Почетком 1533. Хенри се оженио Аном Болејн, а у мају je Томас Кренмер, надбискуп од Кентерберија, званично прогласио брак са Катарином неважећим, а брак са Аном важећим. Хенри је одбацио папин ауторитет, прогласивши себе врховним поглаваром Енглеске цркве. Катарина је деградирана у удовску принцезу од Велса (титула коју би имала као Артурова удовица), а Мери је сматрана незаконитом. Названа је „Дама Мери“, а не принцезом, а њено место у наследном реду пренето је на Хенријеву и Анину новорођену ћерку, Елизабету. Мерино домаћинство је распуштено; њене слуге (укључујући грофицу од Солсберија) су отпуштене и, децембра 1533, послата је да се придружи домаћинству своје мале полусестре у палати Хетфилд у Хертфордширу.
Мери је одлучно одбијала да призна да је Ана краљица или да је Елизабета принцеза, што је додатно разбеснело краља Хенрија. Под притиском и ограниченим покретима, Марија је често била болесна, што је краљевски лекар приписао њеном „лошем третману“. Царски амбасадор Евстатије Шапе постао је њен блиски саветник, и безуспешно се залагао у њено име на двору. Однос између Марије и њеног оца се погоршао; нису разговарали једни са другима три године. Иако су и она и њена мајка биле болесне, Мери је одбијена дозвола да посети Катарину. Када је Катарина умрла 1536. године, Марија је била „неутешна“. Катарина је сахрањена у катедрали у Питербороу, док је Марија туговала у полу-изолацији у Хунсдону у Хертфордширу.

### Адолесценција
Године 1536. краљица Ана је изгубила краљеву наклоности и била је обезглављена. Елизабета је, као и Мери, проглашена нелегитимном и лишена права наследства. У року од две недеље од Ениног погубљења, Хенри се оженио Џејн Симор, која је наговарала свог мужа да склопи мир са Мери. Хенри је инсистирао да га Мери призна као поглавара Енглеске цркве, да одбаци папски ауторитет, да призна да је брак између њених родитеља био незаконит и да прихвати своју нелегитимност. Покушала је да се помири са Хенријем тако што се потчинила његовом ауторитету онолико колико су „Бог и моја савест“ дозвољавали, али је на крају била натерана да потпише документ којим се слаже са свим Хенријевим захтевима.
Помирвши се са оцем, Мери се вратила а на своје место на двору. Хенри јој је доделио домаћинство, што је укључивало и враћање Маријине миљенице, Сузан Кларенси. Извештаји Мерине потрошње за овај период, које је водила Мери Финч, показују да су Хатфилд кућа, палата Беаулиеу (такође названа Њухол), Ричмонд и Хансдон били међу њеним главним местима становања, као и Хенријеве палате у Гриничу, Вестминстеру и Хемптону Суд . Њени трошкови укључивали су фину одећу и коцкање, картама, што јој је било међу омиљеним начинима забављања.
Побуњеници на северу Енглеске, укључујући лорда Хасија, Маријиног бившег коморника, водили су кампању против Хенријевих верских реформи, а један од њихових захтева је био да Марија постане легитимна. Побуна, позната као Ходочашће милости, била је немилосрдно угушена. Заједно са другим побуњеницима, Хаси је погубљен, али нема наговештаја да је Мери била директно умешана. Године 1537, краљица Џејн је умрла након што је родила сина Едварда. Мери је постала кума свом полубрату и била је највише ожалошћена на краљичиној сахрани.
Мери се удварао Филип, војвода од Баварске, од касне 1539. године, али он је био лутеран и његова тужба за њену руку била је неуспешна. Током 1539. године, краљев главни министар, Томас Кромвел, преговарао је о потенцијалном савезу са војводством Клив. Предлози да се Марија уда за Вилијама I, војводу од Кливса, који је био истих година, нису били ништавни, али је договорен меч између Хенрија и војводове сестре Ане. Када је краљ видео Ану први пут крајем децембра 1539, недељу дана пре заказаног венчања, сматрао је да није привлачна, али није могао, из дипломатских разлога и без одговарајућег изговора, да откаже брак. Кромвел је пао у немилост и ухапшен је због издаје јуна 1540; једна од мало вероватних оптужби против њега била је да је сковао заверу да лично ожени Мери. Ен је пристала на поништење брака, који није био конзумиран, а Кромвелу је одсечена глава.
Године 1541. Хенри је дао да се погуби грофица од Солсберија, Маријина стара гувернанта и кума, под изговором католичке завере у коју је био умешан њен син Реџиналд Пол. Њен џелат је био „бедан и блесав младић“ који јој је „буквално раскомадао главу и рамена“. Године 1542, након погубљења Хенријеве пете жене, Кетрин Хауард, неожењени Хенри је позвао Мери да присуствује краљевским божићним свечаностима. На двору, док је њен отац био између бракова и самим тим без супруге, Мери је била главна дама на двору. Године 1543, Хенри се оженио својом шестом и последњом женом, Кетрин Пар, која је успела да зближи породицу. Хенри је вратио Мери и Елизабету у линију наследства кроз Закон о сукцесији 1544 (такође познат као Трећи закон о сукцесији), стављајући их после Едварда.
Хенри VIII је умро 1547, а Едвард га је наследио. Мери је наследила имања у Норфолку, Сафолку и Есексу и добила је Хунсдон и Баулиеу као своја. Пошто је Едвард још био дете, владавина је прешла на регентско веће којим су доминирали протестанти, који су покушавали да успоставе своју веру широм земље. На пример, Закон о униформности из 1549. прописао је протестантске обреде за црквене службе, као што је коришћење Book of Common Prayer Томаса Кренмера. Мери је остала верна римокатолицизму и пркосно је служила традиционалну мису у сопственој капели. Она је апеловала на свог рођака, цара Карла V, да изврши дипломатски притисак захтевајући да јој се дозволи да практикује своју веру.
Већи део Едвардове владавине, Мери је остала на свом имању и ретко је посећивала двор. План између маја и јула 1550. да се она прокријумчари из Енглеске у сигурност европског копна није био ништаван. Верске разлике између Марије и Едварда су се наставиле. Мери је присуствовала поновном сусрету са Едвардом и Елизабетом за Божић 1550. године, где је 13-годишњи Едвард осрамотио Мери, тада 34-годишњу, и довео и њу и себе до суза пред судом, јавно прекоривши је што је игнорисала његове законе у вези са богослужењем. Мери је више пута одбијала Едвардове захтеве да промени римокатоличку веру за другу деноминацију, а Едвард је упорно одбијао да одустане од својих захтева.

### Повратак у Хенријеву милост
Марија се надала да ће сви њени проблеми нестати смрћу Ане Болен. Само дан након смрти једне, добила је другу маћеху - Џејн Симор. Џејн је охрабривала Хенрија да врати обе кћерке на двор, будући да јој оне нису могле представљати препреку. Џејнини погледи и мишљења су били много слични Маријиним, тако да је Марија прихватила и поштовала нову маћеху. Џејн јој је понудила да буде кума сину Едварду, принцу од Велса, наследнику којег је Хенри толико дуго чекао. Марија је пристала, а само 12 дана после постала предводница је Џејниног погреба. Као резултат добрих односа са Хенријевом најдражом женом, то јест, једином која му је родила сина, Марија је враћена на Хенријев двор. Хенри јој је чак поклонио и замак на којем је имала сопствени двор, иако је Марија одлучила да проводи више времена са својим оцем. Кад год би Марија поменула своју мајку, Хенри би је љутито отерао у њен замак. Исто је чинио и са Елизабетом када би она поменула своју мајку, али је њу слао у замак Хатфилд.
Маријина последња маћеха и Хенријева шеста жена, Катарина Пар, успела је поново да окупи и помири целу породицу. На њено инсистирање, Марија и Елизабета су 1544. године Законом о насљеђивању поново уврштене у наследну линију, у којој је Едвард имао предност над обема, а Марија над Елизабетом. Марија је поштовала Катарину и слагала се са њом, упркос томе што је Катерина била протестанткиња и само две године старија од ње.

### Владавина полубрата
Након Хенријеве смрти 1547. године, на трон долази Едвард , први енглески протестантски владар који је, путем регентског већа и свога лорда протектора, у верски и политички живот Енглеске почео да уводи, понекад и насилним методама, протестантске обичаје и правила.
Марија, предана католикиња баш попут своје мајке, тражила је од брата сопствену капелу, у којој би се могла молити. Њен захтев не само да је одбијен, већ су јој власти потпуно забраниле да практикује своју веру. Марија се зато обратила цару Карлу V, који је Енглеској запретио ратом уколико се Марији и даље буду нарушавале верске слободе. Након тога се на двору више нису мешали у њене верске обичаје и слободе, али је овај чин озбиљно утицао на Маријин однос са Едвардом.
Едвард VI умро је као петнаестогодишњак. Пре своје смрти саставио је тестамент према којој су Марија и Елизабета поново биле искључене из наследне линије, због тога што су биле рођене у Хенријевим поништеним браковима. Једноставан разлог за поновно искључење Марије била је њена невољност да се подреди новој религији, због чега се страховало да би могла трајно рестаурирати католицизам у Енглеској, а пошто је за званичан разлог узета њена илегитимност, из наследне линије је морала бити избачена и Елизабета. Следећа у наследној линији била је Франсис Брандон, кћерка Хенријеве млађе сестре Марије, али она није била по вољи Едвардовог регента, Џона Дадлија, па се сама одрекла наследних права. За наследницу је изабрана Џејн Греј која је на крају и наследила круну. Историчари и правни стручњаци оспоравају правну исправност овог тестамента из више разлога, међу којима су најјачи аргументи то што је тестамент саставио тада малолетни и тешко болесни краљ, и то што је била у противности са Законом о насљеђивању донесеним у време Хенрија VIII.
Након Едвардове смрти 6. јула 1553. године, круну је, према његовом тестаменту, наследила Џејн Греј. Џејн је проглашена краљицом 10. јула 1553. године. У тренутку проглашења, тада у народу много популарнија Марија, побегла је у Сафок. Ту је скупила војску од 20.000 људи и до 19. јула, са Елизабетом умарширала у Лондон где су збациле Џејн Греј с трона.

## Владавина
Дана 6. јула 1553. године, у доби од 15 година, Едвард VI је умро од инфекције плућа, вероватно туберкулозе. Није желео да круна припадне Марији јер се плашио да ће она вратити католичанство и поништити његове и очеве реформе, па је планирао да је искључи из линије наследства. Његови саветници су му рекли да не може да разбаштини само једну од својих полусестара: мораће да разбаштини и Елизабету, иако је била протестантка. Саветован Џоном Дадлијем, првим војводом од Нортамберленда, и можда другима, Едвард је у свом тестаменту искључио обе полусестре из линије наследства.
У супротности са Законом о сукцесији из 1544. године, који је вратио Мери и Елизабету на линију сукцесије, Едвард је именовао Нортамберлендову снају леди Џејн Греј, унуку млађе сестре Мери Хенрија VIII, за своју наследницу. Мајка Лејди Џејн била је Френсис Брендон, Мерина рођака и кумче. Непосредно пре Едвардове смрти, Мери је позвана у Лондон да посети свог брата на самрти, али је упозорена да је позив био изговор да је заробе и на тај начин олакшају Џејнин долазак на престо. Стога, уместо да се упути у Лондон из своје резиденције у Хунсдону, Мери је побегла у Источну Англију, где је поседовала велика имања и где је Нортамберленд немилосрдно угушио Кетову побуну. Ту су живели многе присталице католичке вере, противници Нортамберленда. Дана 9. јула, из Кенингола у Норфолку, писала је тајном савету са наредбом да буде проглашена за Едвардовог наследника.
Нортамберленд и његове присталице су 10. јула 1553. године прогласиле леди Џејн за краљицу, а истог дана је у Лондон стигло Мерино писмо савету. До 12. јула, Мери и њене присталице су окупиле војне снаге у замку Фрамлингем, у Сафолку. Подршка Нортамберленда је опала, а Џејн је свргнута 19. јула. Она и Нортамберленд су били затворени у Лондонском торњу. Мери је тријумфално ујахала у Лондон 3. августа 1553, уз широку подршку народа. Са њом је била полусестра Елизабета и поворка од преко 800 племића и господе.
Једна од првих Мериних акција као краљице била је да нареди ослобађање римокатолика Томаса Хауарда, трећег војводе од Норфолка, и Стивена Гардинера из затвора у Лондонској кули, као и њеног рођака Едварда Кортенеја. Мери је схватила да је млада дама Џејн у суштини била пион у Нортамберлендовој заверии, а Нортамберленд је био једини завереник на високој позицији погубљен због велеиздаје непосредно након покушаја државног удара. Лејди Џејн и њен муж, лорд Гилфорд Дадли, иако су проглашени кривим, држани су под стражом у Кули уместо да су одмах погубљени, док је отац Леди Џејн, Хенри Греј, први војвода од Сафолка, пуштен. Мери се нашла у тешком положају, пошто су скоро сви тајни саветници били умешани у заверу да се леди Џејн постави на трон. Она је именовала Гардинера у савет и учинила га и бискупом Винчестера и лордом канцеларом, на дужностима које је обављао до своје смрти у новембру 1555. Susan Clarencieux је постала Господарица хаљина (дворска титуле даме одговорне за краљичине хаљине и накит). Првог октобра 1553. Гардинер је крунисао Мери у Вестминстерској опатији.
Прва Маријина одлука као краљице била је да је поново, ретроактивно, учини брак својих родитеља важећим. Са себе је тако скинула етикету копилета, док се Елизабета није никада трудила да то учини.
У јануару 1554. године дошло је до протестантске побуне под вођством Томаса Вајата којег је Џејн Греј желела вратити на престо. Џејн и њен супруг, Гилдфорд Дадли, заједно са његовом браћом, оптужени су за велеиздају и уроту против Марије. Суђено им је у Лондону 13. новембра 1553. године. Сви оптужени проглашени су кривима и осуђени на смрт. Према пресуди, Џејн је требало да буде или спаљена жива на Тауер хилу, или обезглављена у Лондон тауеру, како Марија пожели. Џејн и Гилдфорд су погубљени дана 12. фебруара 1554. године.

### Рестаурација католицизма
Већ у јануару 1554. године, тек шест месеци након што је круну преузела Марија, сви важни протестантски свештеници беже у немачке земље како би избегли прогоне ожењеног свештенства. У марту наредила је свим бискупима да уклоне ожењене свештенике. Парламент се састао у априлу и сложио се са Маријином одлуком да успостави законе који кажњавају јеретике, под условом да она заборави на поврат земље самостанима.
Током своје владавине Марија је сву своју пажњу посветила томе како би на неки начин поништила последице Хенријевог раскола са папом и Католичком црквом, те правне и верске последице владавине њеног полубрата. Трудила се да врати Цркву Енглеску у окриље Римокатоличке цркве. Са тим циљем парламент је поништио све законе из доба Едварда VI, а главне протагонисте претходне протестантске власти прогонила је свим средствима. Око три стотине њих је дала на погубљење спаљивањем на ломачи. Први погубљеник био је Џон Роџерс, човек који је Библију превео на енглески језик, а међу погубљеним био је и Томас Кранмер, свештеник који је аранжирао поништење брака Маријиних родитеља.

### Брак
Сада стара 37 година, Мери је усмерила пажњу на проналажење мужа и стварање наследника, што би спречило протестантску Елизабету (још увек следећу у складу са условима тестамента Хенрија VIII и Актом о наследству из 1544. ) да наследи трон. Едвард Кортнеј и Реџиналд Пол су помињани као потенцијални просци, али њен први рођак Чарлс В предложио јој је да се уда за његовог јединог законитог сина Филипа. Шпански принц је неколико година пре тога остао удовац смрћу своје прве супруге Марије Мануеле од Португала, мајке његовог сина Карлоса и био је наследник огромних територија у континенталној Европи и Новом свету. У склопу преговора о браку, портрет Филипа од Тицијана послат је Мери у другој половини 1553.
Лорд канцелар Гардинер и енглески Доњи дом безуспешно су молили Мери да размисли о удаји за Енглеза, плашећи се да ће Енглеска бити потиснута у зависност Хабзбурга. Брак је био непопуларан код Енглеза; Гардинер и његови савезници томе су се противили на основу патриотизма, док су протестанти били мотивисани страхом од католичанства. Када је Марија инсистирала да се уда за Филипа, избиле су побуне. Томас Вајат Млађи је предводио снаге из Кента да свргну Мери у корист Елизабете, као део шире завере, сада познате као Вајатова побуна, у коју је укључен и војвода од Сафолка, отац леди Џејн. Мери је јавно изјавила да ће сазвати парламент да расправља о браку и ако парламент одлучи да брак није у корист краљевства, она ће се уздржати од тога. Када је стигао у Лондон, Вајат је поражен и заробљен. Вајат, војвода од Сафолка, леди Џејн и њен муж Гилфорд Дадли су погубљени. Кортни, који је био умешан у заверу, био је затворен, а затим прогнан. Елизабет, иако је протестовала наводећи своју невиност у афери Вајат, била је затворена у Лондонској кули два месеца, а затим је стављена у кућни притвор у палати Вудсток.
Мери је била — изузимајући кратку, спорну владавину царице Матилде и леди Џејн Греј — прва краљица Енглеске на власти. Надаље, према доктрини енглеског обичајног права jure ucoris, имовина и титуле које су припадале жени су постале мужеве након удаје, и страховало се да ће сваки мушкарац за кога се удати тиме постати краљ Енглеске у ствари и по имену. Док су Мерини деда и бака Фердинанд и Изабела задржали суверенитет својих краљевстава током свог брака, у Енглеској није постојао преседан. Према одредбама Закона о браку краљице Марије, Филип је требало да буде проглашен за „краља Енглеске“, сви званични документи (укључујући акте парламента) требало је да буду датирани са њиховим именима, а парламент је требало да буде сазван под заједничком надлежношћу пар, само за Маријин живот. Енглеска не би била обавезна да пружи војну подршку Филиповом оцу у било ком рату, а Филип није могао да делује без пристанка своје жене или да поставља странце на функције у Енглеској. Филип није био задовољан овим условима, али је био спреман да пристане да би обезбедио брак. Није имао љубавна осећања према Марији и тражио је брак због политичких и стратешких користи; његов помоћник Руј Гомес де Силва писао је дописнику у Бриселу, „брак је склопљен без тјелесног разматрања, већ да би се поправили поремећаји овог краљевства и сачувале ниске земље“. Будуће дете Мери и Филипа биће не само престолонаследник Енглеске, већ и наследник Шпанског царства у случају да Филипов најстарији син, дон Карлос, умре без потомства.

Да би свог сина уздигао у Мерин ранг, цар Карло V уступио је Филипу напуљску круну, као и право на Јерусалимско краљевство. Марија је тако након удаје постала краљица Напуља и титуларна краљица Јерусалима. Њихово венчање у Винчестерској катедрали 25. јула 1554. одржано је само два дана након њиховог првог сусрета. Филип није знао енглески, па су говорили мешавину шпанског, француског и латинског.
Марија, неудата 37-годишњакиња, трудила се да одржи католицизам у Енглеској. Да би јој то успело, морала је да обезбеди да њен наследник буде католик. Како су њена сестра и сви блиски рођаци били протестанти, једини начин да оствари тај циљ био је да се уда за католика и роди католичко дете. Цар Карло V сугерисао јој је да се венча с његовим јединим сином, надвојвода Филипом, што се није свидело енглеском племству, а ни народу будући да је постојао страх да би Шпанија путем њихових потомака могла завладати Енглеском. Овај страх проузроковала је чињеница да је Марија била прва владарка Енглеске, занемари ли се кратке и упитне владавине Џејн Греј и краљице Матилде.
Након што је успешно савладала Вајатеву побуну, венчала се са 11 година млађим Филипом. Брак је склопљен 25. јула 1554. године у катедрали Винчестер. Како је он касније постао први краљ уједињене Шпаније, она је постала и краљица Шпаније. Парламент је Филипу доделио титулу краља и одредио да ће бити номинални сувладар, али да неће смети уводити странце у енглеску политику. Брачни уговор одредио је да ће се ликови Филипа и Марије заједно појављивати на кованицама и печату краљевства, да ће се парламент сазивати у име пара, те да ће заједно потписивати државне документе, а Маријин грб је спојен с Филиповим. Ипак, парламент није дозволио да Филипов ауторитет надмаши Маријин, те Филип никада није био крунисан за краља Енглеске и никада му није било дозвољено мешање у политику Енглеске. Њихова пуна, заједничка титула гласила је: Филип и Марија, милошћу Божијом, краљ и краљица Енглеске, Шпаније, Француске, Јерусалима, обе Сицилије и Ирске, надвојводе Аустрије, војводе Бургундије, Милана и Брабанта, грофови Хабзбурга, Фландрије и Тирола, бранитељи вере.
Док је Марија била опседнута љубављу према Филипу, он је њу сматрао непривлачном и након само 14 месеци брака отпутовао у Шпанију. Због овог брака Марија је у народу изгубила почетну подршку и постала изузетно непопуларна.

### Лажна трудноћа
Септембра 1554, Мери је престала да има менструацију. Угојила се, а ујутру је осећала мучнину. Из ових разлога, скоро цео њен суд, укључујући њене лекаре, веровао је да је трудна. Парламент је донео акт којим је Филип постао регент у случају Маријине смрти на порођају. У последњој недељи априла 1555, Елизабета је пуштена из кућног притвора, и позвана на суд као сведок порођаја, које се ускоро очекивало. Према Ђованију Микијелију, венецијанском амбасадору, Филип је можда планирао да се ожени Елизабетом у случају Маријине смрти на порођају, али је у писму свом зета Максимилијану од Аустрије Филип изразио несигурност да ли је Марија била трудна.
Елизабета је остала на двору до октобра. У недостатку деце, Филип је био забринут да је један од следећих кандидата за енглески престо после његове снаје била Мери, краљица Шкотске, која је била верена за дофина Француске. Филип је убедио своју жену да се Елизабета уда за његовог рођака Емануела Филбера, војводу од Савоје, како би обезбедио католичко наслеђе и сачувао хабзбуршке интересе у Енглеској, али Елизабета је одбила да пристане, а пристанак парламента је био мало вероватан.

### Политика
На спољнополитичком плану Марија се, на наговор свог супруга Филипа, укључила у рат против Француске, који је завршио погубно за интересе Енглеске; изгубљен је и последњи комадић француске територије којим је владала Енглеска, град Кале. Упркос браку Марије и Филипа, Енглеска се није окористила огромном зарадом од трговине сировинама из Новог света, којег је Шпанија готово целог колонизовала.
На унутрашњем политичком плану, осим рестаурације католицизам, покушала је да спроведе новчану реформу која јој није успела, као и неуспешан поврат земљишног власништва самостанима којима је она одузета за време Хенрија .

### Верска политика
У месецу након свог ступања, Мери је издала проглас да неће присиљавати ниједног од својих поданика да следи њену религију, али до краја септембра 1553. водећи протестантски верници — укључујући Томаса Кренмера, Џона Бредфорда, Џона Роџерса, Џона Хупера, и Хју Латимер — били су затворени. Први сазив Мериног парламента, који се окупио почетком октобра, прогласио је брак њених родитеља важећим и укинуо Едвардове верске законе. Црквена доктрина је враћена у облик који је попримила у Шест чланова Хенрија VIII из 1539. године, који (између осталог) реафирмишу свештенички целибат. Ожењеним свештеницима одузимани су бенефиције.
Мери је одбацила раскид са Римом који је установио њен отац и успостављање протестантизма од стране регента њеног брата. Филип је убедио парламент да укине Хенријеве верске законе, враћајући енглеску цркву под римску јурисдикцију. Постизање споразума трајало је много месеци и Марија и папа Јулије III морали су да направе велики уступак: заплењене манастирске земље нису враћене цркви, већ су остале у рукама њихових утицајних нових власника. До краја 1554, папа је одобрио договор, а јереси су поново оживели.
Око 800 богатих протестаната, укључујући Џона Фокса, побегло је у изгнанство. Они који су остали и истрајавали у јавном проглашавању својих веровања постали су мете закона јереси. Прва погубљења догодила су се током пет дана у фебруару 1555: Џона Роџерса 4. фебруара, Лоренса Сондерса 8. фебруара и Роуланда Тејлора и Џона Хупера 9. фебруара. Томас Кренмер, заточени надбискуп од Кентерберија, био је приморан да гледа како бискупе Ридлија и Латимера спаљују на ломачи. Он се одрекао, одбацио протестантску теологију и поново се вратио католичкој вери. Према уобичајеном законском поступку, требало је да буде ослобођен као покајник, али Мери је одбила да га помилује. На дан његовог спаљивања, драматично је повукао порицање. Укупно је погубљено 283, већина спаљивањем. Спаљивања су се показала толико непопуларна да их је чак и Алфонсо де Кастро, један од Филиповог црквеног особља, осудио, а други саветник, Симон Ренард, упозорио га је да би таква „окрутна принуда“ могла „изазвати побуну“. Мери је истрајала са политиком, која се наставила све до њене смрти и погоршала антикатоличка и антишпанска осећања међу енглеским народом. Жртве су хваљене као мученице.
Реџиналд Поул, син Маријине погубљене гувернанте, стигао је као папски легат новембра 1554. Рукоположен је за свештеника и постављен за кентерберијског надбискупа одмах након Кренмеровог погубљења у марту 1556. године.

### Спољна политика
У наставку Тјудорског освајања Ирске, енглески колонисти су се населили у Ирском Мидлендсу под Мерином и Филиповом владавином. Основане су данашњи Лиш и Кинг'с Офали и почело је плантажирање (процес одузимања земљишта, колонизације) Њихови главни градови су се звали Мериборо (сада Портлиш) и Филипстаун (сада Дингеан).
У јануару 1556, Маријин таст, цар, је абдицирао. Мери и Филип су још увек били раздвојени; он је у Бриселу проглашен краљем Шпаније, али је она остала у Енглеској. Филип је преговарао о нестабилном примирју са Французима у фебруару 1556. године. Следећег месеца, француски амбасадор у Енглеској, Антоан де Ноај, био је умешан у заверу против Мери када је сер Хенри Дадли, други рођак погубљеног војводе од Нортамберленда, покушао да окупи инвазионе снаге у Француској. Завера, позната као Дадлијева завера, била је издана, а завереници у Енглеској су ухапшени. Дадли је остао у егзилу у Француској, а Ноилес је опрезно напустио Британију.
Филип се вратио у Енглеску од марта до јула 1557. да убеди Марију да подржи Шпанију у поновном рату против Француске. Мери је била за објаву рата, али су се њени саветници томе противили јер би француска трговина била угрожена, то је било у супротности са страним ратним одредбама брачног уговора, а лоше економско наслеђе из владавине Едварда VI и низ лоших жетви значили су да Енглеска није имала залихе и финансије. Рат је објављен тек у јуну 1557. након што је нећак Реџиналда Пола, Томас Стафорд, напао Енглеску и заузео замак Скарборо уз француску помоћ, у неуспелом покушају да свргне Мери. Као резултат рата, односи између Енглеске и папства постали су затегнути, пошто је папа Павле IV био у савезу са Хенријем II од Француске. У августу су енглеске снаге однеле победу након битке код Сен Квентена, а један очевидац је рекао: „Обе стране су се бориле најизбирљивије, а Енглези најбоље од свих“. Прославе су биле кратке, јер су у јануару 1558. француске снаге заузеле Кале, једини преостали посед Енглеске на европском копну. Иако је територија била финансијски оптерећујућа, њен губитак је био погубан ударац за краљичин престиж. Према Холиншедовим хроникама, Мери је касније жалила: „Када будем мртва и отворена, наћи ћеш 'Кале' како лежи у мом срцу", иако је ово можда апокрифно.

### Трговина и приходи
Време током година Маријине владавине било је стално влажно. Упорне кише и поплаве довеле су до глади. Други проблем је био опадање трговине тканинама у Антверпену. Упркос Мерином браку са Филипом, Енглеска није имала користи од изузетно уносне трговине Шпаније са Новим светом. Меркантилистички Шпанци су љубоморно чували своје трговачке путеве, а Мери није могла да допусти енглески шверц или пиратерију против свог мужа. У покушају да повећају трговину и спасу енглеску привреду, Меријини саветници су наставили политику Нортамберленда тражења нових комерцијалних могућности. Дала је краљевску повељу Московској компанији под гувернером Себастијаном Каботом, и наручила атлас света од Диога Хомема. Авантуристи као што су Џон Лок и Вилијам Таверсон отпловили су на југ у покушају да развију везе са обалом Африке.
У финансијском смислу, Мерин режим је покушао да помири модеран облик владавине — са одговарајућом већом потрошњом — са средњовековним системом наплате пореза и дажбина. Мери је задржала едвардијанског члана Вилијама Полета, првог маркиза од Винчестера, као лорда високог благајника и доделила му да надгледа систем наплате прихода. Непримјена нових тарифа на нове облике увоза значила је да је кључни извор прихода занемарен. Да би то решила, Маријина влада је објавила ревидирану „Book of Rates“ (1558), у којој су наведене тарифе и царине за сваки увоз. Ова публикација није детаљно прегледана све до 1604.
Енглеско ковање новца је смањено под Хенријем VIII и под Едвардом VI. Мери је израдила планове за реформу валуте, али они нису спроведени све до њене смрти.

## Смрт и наслеђе
Мери је била слаба и болесна од маја 1558. У боловима, вероватно од цисте на јајницима или рака материце, умрла је 17. новембра 1558. године, у доби од 42 године, у Сент Џејмс палати, током епидемије грипа која је такође однела живот надбискупа Пола касније тог дана. Њу је наследила Елизабета. Филип, који је био у Бриселу, писао је својој сестри Жоан: „Осећао сам жал због њене смрти.
Након Филипове посете 1557. године, Мери је поново помислила да је трудна, са бебом која треба да се роди у марту 1558. Тестаментом је одредила да ће њен муж бити регент током малолетства њиховог детета. Али дете се није родило и Мери је била принуђена да прихвати да ће њена полусестра Елизабета бити њен законити наследник.
Током свог брака патила је од синдрома лажне трудноће и била напуштена од стране супруга, па је постала више трагична особа него тиранин, каквом ју описују многи историчари. Доживела је две лажне трудноће. Пре смрти сачинила је тестамент у којој је навела да ће њен супруг Филип бити регент њиховом детету до његове пунолетности, али напослетку ниједно дете није рођено из њеног брака са шпанским краљем. Умрла је 17. новембра 1558. године, највјероватније од карцинома јајника, а како није имала толико жељеног детета, наследила ју је полусестра Елизабета .
Иако је у тестаменту Мери стајало да жели да буде сахрањена поред своје мајке, она је сахрањена у Вестминстерској опатији 14. децембра, у гробници коју је на крају поделила са Елизабетом. Натпис на њиховој гробници, који је тамо поставио Џејмс I када је наследио Елизабету, Regno consortes et urna, hic obdormimus Elizabetha et Maria sorores, in spe resurrectionis (Заједно у владавини и урни, овде почивамо сестре Марија и Елизабета у нади за васкрсењем).
Сећање на Мeри њену владавину преживело је у много облика уметничких дела. Популарна дечја успаванка, Mary, Mary, Quite Contrary, за коју се сматра да је створена у 18. веку од стране протестаната, индиректно и путем поређења говори о маријанским прогонима, Маријиној неспособности да роди децу и незаинтересованости њеног мужа за њу. Док ова песмица Марију приказује као трагичну фигуру, за данашње мишљење о Марији као тиранину заслужним се, између осталих, сматра и Марк Твен, који ју је у свом делу званом Краљевић и просјак накратко приказао као хладну и окрутну особу.
Џон Вајт, бискуп од Винчестера, хвалио је Мери на њеној сахрани: „Она је била краљева ћерка; била је краљева сестра; била је краљева жена. Била је краљица, а под истом титулом и краљ. Била је прва жена која је успешно преузела трон Енглеске, упркос конкурентским захтевима и одлучном противљењу, и уживала је подршку и симпатије народа током најранијих делова своје владавине, посебно од римокатолика Енглеске.
Протестантски аутори у то време и периоду после њене смрти често су осуђивали Мерину владавину. До 17. века, сећање на њене верске прогоне довело је до популаризације надимка Крвава Мери. Џон Нокс је напао Мери у свом First Blast of the Trumpet against the Monstrous Regiment of Women (1558), а Џон Фокс ју је истакнуто оцрнио у Делима и споменицима (1563). Фоксова књига остала је популарна током наредних векова и помогла је у обликовању трајних перцепција Мери као крволочног тиранина. Историчарка Луси Вудинг примећује мизогинистички призвук у описима Мери. „Истовремено је критикују због тога што је 'осветољубива и жестока' и 'бескичмењак и слаба', критикују је због таквих поступака као што је показивање милосрђа према политичким затвореницима и препуштање ауторитета свом мужу."
Мери је у 21. веку упамћена по њеним енергичним напорима да поврати примат римокатолицизма у Енглеској након пораста протестантског утицаја током претходних владавина. Протестантски историчари су дуго осуђивали њену владавину, истичући да је за само пет година спалила неколико стотина протестаната на ломачама. Средином 20. века, Х. Ф. М. Прескот је покушао да поправи традицију да је Мери била нетолерантна и ауторитарна, а научници од тада имају тенденцију да са све већом резервом гледају на старије, једноставније процене Мери. Историографски ревизионизам од 1980-их је донекле побољшао владаркину репутацију међу научницима. Кристофер Хеј је тврдио да је њено враћање верских свечаности и католичких обичаја генерално поздрављено. Хеј је закључио да „последње године Мерин владавине нису биле ужасна припрема за победу протестаната, већ континуирана консолидација католичке снаге“. Енглески католици су се често сећали Мери по добром; деценијама након њене смрти, епитаф за сер Џона Трокмортона (умро 1580) односи се на „Краљицу Марију [Мери I] сретну успомену“.
Католички историчари, попут Џона Лингарда, сматрали су да је Мерина политика пропала не зато што је била погрешна, већ зато што је имала прекратко владала и да су на њену владавину утицале природне катастрофе ван њене контроле. У другим земљама, католичку контрареформацију су предводили језуитски мисионари, али је Мерин главни верски саветник, кардинал Реџиналд Пол, одбио да дозволи језуитима у Енглеску. Њен брак са Филипом био је непопуларан међу њеним поданицима и њена верска политика је резултирала дубоко укорењеном огорченошћу. Војни губитак Калеа од Француске био је горко понижење за енглески понос. Неуспела жетва повећала је незадовољство јавности. Филип је већину свог времена проводио у иностранству, док је његова жена остала у Енглеској. Она је била депресивна због његовог одсуства и поткопану њиховом немогућношћу да имају децу. Након Мерине смрти, Филип је желео да се ожени Елизабетом, али га је она одбила. Иако је Мерина владавина на крају била неефикасна и непопуларна, политике фискалне реформе, поморске експанзије и колонијалног истраживања које су касније хваљене као елизабетанска достигнућа започете су у Маријиној владавини.

## Породично стабло
И Мери и Филип су потомци Џона од Гонта, војводе од Ланкастера, ово сродство је коришћено да се Филип прикаже као енглески краљ
|  |                                            |  |  |  |  |  |  |  |  |  |  |  |  |  |  |  |
|  | 16. Овен Тјудор                            |  |  |  |  |  |  |  |  |  |  |  |  |  |  |  |
|  |                                            |  |  |  |  |  |  |  |  |  |  |  |  |  |  |  |
|  |                                            |  |  |  |  |  |  |  |  |  |  |  |  |  |  |  |
|  | 8. Едмунд Тјудор, 1. гроф од Ричмонда      |  |  |  |  |  |  |  |  |  |  |  |  |  |  |  |
|  |                                            |  |  |  |  |  |  |  |  |  |  |  |  |  |  |  |
|  |                                            |  |  |  |  |  |  |  |  |  |  |  |  |  |  |  |
|  | 17. Катарина од Француске                  |  |  |  |  |  |  |  |  |  |  |  |  |  |  |  |
|  |                                            |  |  |  |  |  |  |  |  |  |  |  |  |  |  |  |
|  |                                            |  |  |  |  |  |  |  |  |  |  |  |  |  |  |  |
|  | 4. Хенрик VII                              |  |  |  |  |  |  |  |  |  |  |  |  |  |  |  |
|  |                                            |  |  |  |  |  |  |  |  |  |  |  |  |  |  |  |
|  |                                            |  |  |  |  |  |  |  |  |  |  |  |  |  |  |  |
|  | 18. Џон Бофорт, 1. војвода од Самерсета    |  |  |  |  |  |  |  |  |  |  |  |  |  |  |  |
|  |                                            |  |  |  |  |  |  |  |  |  |  |  |  |  |  |  |
|  |                                            |  |  |  |  |  |  |  |  |  |  |  |  |  |  |  |
|  | 9. Маргарет Бофорт                         |  |  |  |  |  |  |  |  |  |  |  |  |  |  |  |
|  |                                            |  |  |  |  |  |  |  |  |  |  |  |  |  |  |  |
|  |                                            |  |  |  |  |  |  |  |  |  |  |  |  |  |  |  |
|  | 19. Маргарет Бошамп                        |  |  |  |  |  |  |  |  |  |  |  |  |  |  |  |
|  |                                            |  |  |  |  |  |  |  |  |  |  |  |  |  |  |  |
|  |                                            |  |  |  |  |  |  |  |  |  |  |  |  |  |  |  |
|  | 2. Хенри VIII                              |  |  |  |  |  |  |  |  |  |  |  |  |  |  |  |
|  |                                            |  |  |  |  |  |  |  |  |  |  |  |  |  |  |  |
|  |                                            |  |  |  |  |  |  |  |  |  |  |  |  |  |  |  |
|  | 20. Ричард од Јорка                        |  |  |  |  |  |  |  |  |  |  |  |  |  |  |  |
|  |                                            |  |  |  |  |  |  |  |  |  |  |  |  |  |  |  |
|  |                                            |  |  |  |  |  |  |  |  |  |  |  |  |  |  |  |
|  | 10. Едвард IV                              |  |  |  |  |  |  |  |  |  |  |  |  |  |  |  |
|  |                                            |  |  |  |  |  |  |  |  |  |  |  |  |  |  |  |
|  |                                            |  |  |  |  |  |  |  |  |  |  |  |  |  |  |  |
|  | 21. Сесили Невил                           |  |  |  |  |  |  |  |  |  |  |  |  |  |  |  |
|  |                                            |  |  |  |  |  |  |  |  |  |  |  |  |  |  |  |
|  |                                            |  |  |  |  |  |  |  |  |  |  |  |  |  |  |  |
|  | 5. Елизабета од Јорка                      |  |  |  |  |  |  |  |  |  |  |  |  |  |  |  |
|  |                                            |  |  |  |  |  |  |  |  |  |  |  |  |  |  |  |
|  |                                            |  |  |  |  |  |  |  |  |  |  |  |  |  |  |  |
|  | 22. Ричард Вудвил                          |  |  |  |  |  |  |  |  |  |  |  |  |  |  |  |
|  |                                            |  |  |  |  |  |  |  |  |  |  |  |  |  |  |  |
|  |                                            |  |  |  |  |  |  |  |  |  |  |  |  |  |  |  |
|  | 11. Елизабета Вудвил                       |  |  |  |  |  |  |  |  |  |  |  |  |  |  |  |
|  |                                            |  |  |  |  |  |  |  |  |  |  |  |  |  |  |  |
|  |                                            |  |  |  |  |  |  |  |  |  |  |  |  |  |  |  |
|  | 23. Жакота Луксембуршка                    |  |  |  |  |  |  |  |  |  |  |  |  |  |  |  |
|  |                                            |  |  |  |  |  |  |  |  |  |  |  |  |  |  |  |
|  |                                            |  |  |  |  |  |  |  |  |  |  |  |  |  |  |  |
|  | 1. Марија I, краљица Енглеске               |  |  |  |  |  |  |  |  |  |  |  |  |  |  |  |
|  |                                            |  |  |  |  |  |  |  |  |  |  |  |  |  |  |  |
|  |                                            |  |  |  |  |  |  |  |  |  |  |  |  |  |  |  |
|  | 24. Фернандо I од Арагона                  |  |  |  |  |  |  |  |  |  |  |  |  |  |  |  |
|  |                                            |  |  |  |  |  |  |  |  |  |  |  |  |  |  |  |
|  |                                            |  |  |  |  |  |  |  |  |  |  |  |  |  |  |  |
|  | 12. Хуан II од Арагона                     |  |  |  |  |  |  |  |  |  |  |  |  |  |  |  |
|  |                                            |  |  |  |  |  |  |  |  |  |  |  |  |  |  |  |
|  |                                            |  |  |  |  |  |  |  |  |  |  |  |  |  |  |  |
|  | 25. Елеонора од Албуркеркија               |  |  |  |  |  |  |  |  |  |  |  |  |  |  |  |
|  |                                            |  |  |  |  |  |  |  |  |  |  |  |  |  |  |  |
|  |                                            |  |  |  |  |  |  |  |  |  |  |  |  |  |  |  |
|  | 6. Фернандо II од Арагона                  |  |  |  |  |  |  |  |  |  |  |  |  |  |  |  |
|  |                                            |  |  |  |  |  |  |  |  |  |  |  |  |  |  |  |
|  |                                            |  |  |  |  |  |  |  |  |  |  |  |  |  |  |  |
|  | 26. Фадрике Енрикес, гроф од Мелба и Руеде |  |  |  |  |  |  |  |  |  |  |  |  |  |  |  |
|  |                                            |  |  |  |  |  |  |  |  |  |  |  |  |  |  |  |
|  |                                            |  |  |  |  |  |  |  |  |  |  |  |  |  |  |  |
|  | 13. Хуана Енрикес                          |  |  |  |  |  |  |  |  |  |  |  |  |  |  |  |
|  |                                            |  |  |  |  |  |  |  |  |  |  |  |  |  |  |  |
|  |                                            |  |  |  |  |  |  |  |  |  |  |  |  |  |  |  |
|  | 27. Маријана де Кордоба                    |  |  |  |  |  |  |  |  |  |  |  |  |  |  |  |
|  |                                            |  |  |  |  |  |  |  |  |  |  |  |  |  |  |  |
|  |                                            |  |  |  |  |  |  |  |  |  |  |  |  |  |  |  |
|  | 3. Катарина Арагонска                      |  |  |  |  |  |  |  |  |  |  |  |  |  |  |  |
|  |                                            |  |  |  |  |  |  |  |  |  |  |  |  |  |  |  |
|  |                                            |  |  |  |  |  |  |  |  |  |  |  |  |  |  |  |
|  | 28. Енрике III од Кастиље                  |  |  |  |  |  |  |  |  |  |  |  |  |  |  |  |
|  |                                            |  |  |  |  |  |  |  |  |  |  |  |  |  |  |  |
|  |                                            |  |  |  |  |  |  |  |  |  |  |  |  |  |  |  |
|  | 14. Хуан II од Кастиље                     |  |  |  |  |  |  |  |  |  |  |  |  |  |  |  |
|  |                                            |  |  |  |  |  |  |  |  |  |  |  |  |  |  |  |
|  |                                            |  |  |  |  |  |  |  |  |  |  |  |  |  |  |  |
|  | 29. Катарина од Ланкастера                 |  |  |  |  |  |  |  |  |  |  |  |  |  |  |  |
|  |                                            |  |  |  |  |  |  |  |  |  |  |  |  |  |  |  |
|  |                                            |  |  |  |  |  |  |  |  |  |  |  |  |  |  |  |
|  | 7. Изабела I од Кастиље                    |  |  |  |  |  |  |  |  |  |  |  |  |  |  |  |
|  |                                            |  |  |  |  |  |  |  |  |  |  |  |  |  |  |  |
|  |                                            |  |  |  |  |  |  |  |  |  |  |  |  |  |  |  |
|  | 30. Хуан од Регенгоса                      |  |  |  |  |  |  |  |  |  |  |  |  |  |  |  |
|  |                                            |  |  |  |  |  |  |  |  |  |  |  |  |  |  |  |
|  |                                            |  |  |  |  |  |  |  |  |  |  |  |  |  |  |  |
|  | 15. Изабела Португалска                    |  |  |  |  |  |  |  |  |  |  |  |  |  |  |  |
|  |                                            |  |  |  |  |  |  |  |  |  |  |  |  |  |  |  |
|  |                                            |  |  |  |  |  |  |  |  |  |  |  |  |  |  |  |
|  | 31. Изабела од Браганце                    |  |  |  |  |  |  |  |  |  |  |  |  |  |  |  |
|  |                                            |  |  |  |  |  |  |  |  |  |  |  |  |  |  |  |
|  |                                            |  |  |  |  |  |  |  |  |  |  |  |  |  |  |  |